# Classe Swiftsure (nave da battaglia 1903)
La classe Swiftsure fu una classe di navi da battaglia pre-dreadnought varate a inizio Novecento; costruite dal Regno Unito, le due unità erano state ordinate dal Cile (impegnato in una corsa agli armamenti con i rivali Argentina e Brasile) sotto i nomi Constitución e Libertad, ma furono incamerate dai britannici per via del sospetto che esse venissero cedute ad una potenza rivale, la Russia, ed entrarono in servizio con la Royal Navy come Swiftsure e Triumph.

## Progetto
Queste navi da battaglia erano unità molto veloci e la forma dello scafo era idonea per sostenere elevate velocità, che almeno nel progetto superava i 20 nodi. Infatti le navi argentine non erano così armate da necessitare corazzate di tipo europeo per combatterli: da ciò ne derivarono mezzi eccellenti in termini di efficienza nautica, con scafo e capacità simili a quelle di un grosso incrociatore corazzato.
Le sovrastrutture erano caratterizzate da 2 fumaioli alti e snelli, con 2 gru "a collo d'oca" estremamente caratteristiche a mezza nave, proprio vicino ai fumaioli.
L'apparato di propulsione era costituito da motori a triplice espansione con una potenza niente affatto impressionante di 12.500 hp; nondimeno queste unità erano le prime a dare alla marina britannica una velocità di oltre 20 nodi.
La protezione, relativamente leggera, rispondeva alle minacce dei cannoni da 254 mm. Le casematte dei cannoni da 190 mm, erano incassate nella cintura corazzata, e con la loro mole occupavano tutta la parte centrale della nave.
L'armamento era bicalibro, con una batteria di artiglierie che rispecchiava le idee dell'ammiraglio Fisher, favorevole ad un numero di artiglierie elevato, anche se non di grande calibro, per poter sparare ad alte cadenze complessive. Da notare, che le 2 navi avevano modelli diversi di artiglierie principali.
Infatti, le due torri binate principali erano armate con cannoni da 254/45 mm BL 10 inch Mk VI sulla HMS Swiftsure e Mk VII sulla HMS Triumph, rispettivamente di costruzione Elswick Ordnance Company e Vickers. Capaci di essere caricati con molta più semplicità dei cannoni da 305 mm, con una cadenza di tiro di 2-3 colpi per minuto, e grazie ad una velocità iniziale di circa 850 m/s penetravano 300 mm di corazza a 3.000 metri, ma la loro potente granata da 500 lb (227 kg) raggiungeva solo i 13.000 metri di gittata per via dell'alzo massimo di 13 gradi.
Le armi da 190/50 mm BL 7,5 inch Mk III e Mk IV erano cannoni con 90,7 kg di proiettile capace di perforare 10 2mm a 3.000 m, ma anche in questo caso la gittata era mortificata da un alzo di appena 15 gradi, non certo dalla velocità iniziale di circa 860 m/s.

## Servizio
| Nome          | Nome Cileno  | Costruttori                              | Impostazione     | Varo            | Completamento | Destino finale                                | Costo (armamento escluso) |
| ------------- | ------------ | ---------------------------------------- | ---------------- | --------------- | ------------- | --------------------------------------------- | ------------------------- |
| HMS Swiftsure | Constitución | Armstrong Whitworth, Elswick             | 26 febbraio 1902 | 12 gennaio 1903 | giugno 1904   | Venduta per essere demolita il 18 giugno 1920 | £846,596                  |
| HMS Triumph   | Libertad     | Vickers, Sons & Maxim, Barrow-in-Furness | 26 febbraio 1902 | 15 gennaio 1903 | Giugno 1904   | Affondata dall'U-21 il 25 luglio 1915         | £847,520                  |

Ribattezzate Swiftsure e Triumph, le due unità servirono nella Royal Navy come mezzi utili per operazioni di secondaria importanza. La Triumph venne per lungo tempo tenuta a Singapore in riserva, poi assieme alla Swiftsure venne usata ai Dardanelli, dove affondò per via di un'azione dell'U-21.